# モンテ・サン・ジョヴァンニ・イン・サビーナ
モンテ・サン・ジョヴァンニ・イン・サビーナ（伊: Monte San Giovanni in Sabina）は、イタリア共和国ラツィオ州リエーティ県にある、人口約650人の基礎自治体（コムーネ）。

## 地理

### 位置・広がり
リエーティ県のコムーネ。県都リエーティから南西へ11kmの距離にある。

#### 隣接コムーネ
隣接するコムーネは以下の通り。
- モンペーオ
- モンテネーロ・サビーノ
- リエーティ
- ロッカンティーカ
- サリザーノ

### 気候分類・地震分類
モンテ・サン・ジョヴァンニ・イン・サビーナにおけるイタリアの気候分類 (it) および度日は、zona E, 2690 GGである。
また、イタリアの地震リスク階級 (it) では、zona 2B (sismicità media) に分類される。